# 하안 (가수)
하안은 대한민국의 가수다. 2022년 싱글 《Light Off》으로 데뷔했다.

## 방송
- 히든싱어 4 (2015) - 김연우 편 5위

## 음반
- Light Off (2022)